# استانیسلاس ولس
استانیسلاس ولس (به فرانسوی: Stanislas Wails) رمان‌نویس قرن بیستم میلادی اهل فرانسه است.